# Município de Norwalk (condado de Huron, Ohio)
O município de Norwalk (em inglês: Norwalk Township) é um município localizado no condado de Huron no estado estadounidense de Ohio. No ano de 2010 tinha uma população de 3.591 habitantes e uma densidade de população de 78,38 pessoas por km².

## Geografia
O município de Norwalk encontra-se localizado nas coordenadas 41° 15′ 12″ N, 82° 34′ 32″ O. Segundo a Departamento do Censo dos Estados Unidos, o município tem uma superfície total de 45.82 km², da qual 45,59 km² correspondem a terra firme e (0,49 %) 0,23 km² é água.

## Demografia
Segundo o censo de 2010, tinha 3.591 habitantes residindo no município de Norwalk. A densidade populacional era de 78,38 hab./km². Dos 3.591 habitantes, o município de Norwalk estava composto pelo 96,32 % brancos, o 0,42 % eram afroamericanos, o 0,56 % eram amerindios, o 0,25 % eram asiáticos, o 1,28 % eram de outras raças e o 1,17 % eram de uma mistura de raças. Do total da população o 3,7 % eram hispanos ou latinos de qualquer raça.